# ʿAbd Allāh ibn ʿUmar
ʿAbd Allāh ibn ʿUmar ibn al-Khaṭṭāb (La Mecca, 612 circa – La Mecca, 693) è stato un Sahaba (Compagno del Profeta), uno dei più importanti tradizionisti dell'Islam.

## Biografia
Figlio del secondo Califfo, ʿUmar b. al-Khaṭṭāb, ʿAbd Allāh, precedette di poco il padre nell'effettuare l'Egira a Medina.
Fu rimandato indietro dal profeta Maometto quando si presentò per partecipare alla battaglia di Badr (624) e a quella di Uḥud (625), in applicazione del principio da lui imposto di non far prender parte ai fatti d'arme i minori di quindici anni.
Lo stesso principio consentì tuttavia la sua presenza all'assedio di Medina (627) e, a maggior ragione, alla spedizione di Muʾta (629) e alla conquista della Mecca (Fatḥ Makka) del 630.
Prese parte anche agli impegni bellici contro i "falsi profeti" Musaylima e Ṭulayḥa, alle operazioni che condussero alla conquista dell'Egitto bizantino, alla battaglia di Nihavand contro i persiani Sasanidi e alle spedizioni in Jurjān e Ṭabaristān (attuale Mazandaran), oltre alla spedizione contro Costantinopoli (668-69) condotta da Yazid I, figlio del primo Califfo omayyade, Muʿāwiya b. Abī Sufyān e suo successore.
Il padre, diventato Califfo, lo designò al momento della morte (644) come mediatore e arbitro senza diritto di voto nella Shura da lui voluta per la designazione del terzo successore di Maometto alla conduzione politica della Umma.
Non partecipò invece alle polemiche e alle contese susseguenti, sia per quello che riguarda il Califfato di 'Ali ibn Abi Talib, sia per quello degli Omayyadi, ritagliandosi (e mantenendo fino alla morte) un posto di assoluto rilievo nella costruzione del patrimonio tradizionistico, giuridico e morale del primissimo Islam.
ʿAbd Allāh morì in tarda età mentre tornava dal monte ʿArafāt, in margine a un suo ḥajj. Causa della morte fu una ferita andata in gangrena, causatagli - non si sa se involontariamente - da un soldato del Wālī d'Iraq, al-Ḥajjāj b. Yūsuf. Rifiutò tuttavia che al suo feritore fosse comminata una qualsivoglia sanzione, fisica o patrimoniale, a mo' di risarcimento, cogliendo l'occasione per rimproverare anzi al potente governatore di ʿAbd al-Malik b. Marwān (che lo sollecitava a ricevere un'astratta "giustizia") il fatto che a una ritualità altamente spirituale come il ḥajj fossero presenti uomini in arme del Califfo, nominale servitore della Umma.